# Quartet de corda núm. 15 (Mozart)
El Quartet de corda núm. 15 en re menor, K. 421 (417b), és una composició de Wolfgang Amadeus Mozart acabada probablement el 1783. És el segon dels quartets dedicats a Haydn i l'únic de la sèrie compost en el mode menor. El quartet no està datat, però, en la partitura autògrafa.

## Anàlisi musical
Consta de quatre moviments:
1. Allegro moderato.
2. Andante, en fa major.
3. Menuetto i Trio. Allegretto. (el Trio està en re major).
4. Allegretto ma non troppo.

El primer moviment es caracteritza per un brusc contrast entre una certa aperiodicitat del primer tema que es caracteritza, segons Arnold Schoenberg, per ser «prosaic», i un segon tema «completament periòdic». A l'Andante i al minuet, «les expectatives normals de fraseologia estan confoses». La part principal del Menuetto és un minuet típic de la forma sonata, mentre que «el Trio, ple de contrastos, en mode major [... ] és [... ] lleuger gairebé de manera vergonyosa en si mateix [... ] [però] crea un contrast meravellós amb el caràcter més fosc del minuet». L'últim moviment és un conjunt de variacions.